# Heidenauer SV
Heidenauer SV is een Duitse sportvereniging uit Heidenau uit de deelstaat Saksen.
De vereniging werd in 1948 als BSG Motor Heidenau opgericht. Na de Duitse hereniging werd de club in HSV en SSV omgedoopt. In de seizoenen 1995/96 en 1998/99 werd het eerste voetbalelftal kampioen van de Bezirksliga en promoveerde daardoor naar de Landesliga Sachsen. In het seizoen 2011/12 eindigde de club op de tweede plaats waardoor de club promoveerde naar de Oberliga NOFV-Süd. Na twee seizoenen degradeerde de club weer. In 2016 werd de club elfde, maar degradeerde uit vrije wil naar de Landesklasse vanwege financiële problemen. 